# Audioslave
Audioslave (транскр.  Аудиослејв, Одиослејв) била је рок супергрупа коју су чинили покојни Крис Корнел (бивши фронтмен групе Саундгарден) и инструменталисти расформиране групе Рејџ агејнст д машин. Том Морело свира гитару, Бред Вилк бубњеве и Тим Комерфорд бас гитару.

## Историја

### Формирање групе (2000—2001)
Група Рејџ агенст д машин расформирана је октобра 2000. одласком певача Зака де ла Роше. Остала три члана ове хеви метал/ну метал групе одлучила су да наставе са радом као трио под именом Рејџ (Rage).
Неколико певача, попут Би Рила из групе Сајпрес хил и Мејнарда Џејмса Кинана из групе Тул (Tool), су у то време повремено свирали са бендом. Музички продуцент Рик Рубин је касније предложио тројци да ангажује Криса Корнела, некадашњег певача и фронтмена групе Саундгарден (Soundgarden) па „да виде шта ће се десити“. Између певача и тројице музичара је „прорадила хемија“ и у мају 2001. започињу са интензивним студијским радом када су за 19 дана снимили 21 песму које је раније написао Корнел (прва је била "Light My Way").

### Одиослејв(2002—2003)
Изгледа да гласине о размирицама међу члановима групе и нису биле без основа; група се распала у априлу 2002. године, а да није успела да сними албум. Четрнаест демо снимака, под заједничким радним насловом "Civilian" (или "The Civilian Project"), размењивано је преко интернета некако у исто време када се четворка разишла, потврђујући гласине о обнављању сарадње Криса Корнела и чланова групе Рејџ агенст д машин. Најозлоглашенији и најпознатији аспект њиховог привременог разлаза догодио се када је група отказала своје учешће на проминентном Озфесту тог лета. Каснији интервјуи са члановима бенда откривају да се се несугласице јавиле једним делом и као последица великих спољњих притисака а да се ситуација битно поправила ангажовањем нове менаџерске компаније из Лос Анђелеса.
Након свега тога, група наставља са радом под именом Одиослејв ("роб звука") и у августу 2002. објављује први сингл под називом "Кочиз". Песма је добила име по познатом индијанском поглавици, последњем који је умро слободан и непокорен. Деветнаестог новембра 2003. издају свој први албум који је једноставно назван "Audioslave".
Албум изазива различите реакције критичара, али публика је била једнодушна: албум је продат у троструком платинастом тиражу. Једни су их називали богатим музичарима који су се за време снимања албума стално нешто свађали и чији је рокенрол звук 70-их првенствено резултат студијске постпродукције. Други су их поредили са групом Лед зепелин наглашавајући да су савременој музици додали преко потребан нови звук и стил. Током 2003. одржали су велик број концерата ућуткавши притом критичаре и побравши одличне критике за своје спектакуларне живе наступе врхунац којих је био наступ на фестивалу Лолапалуза те исте године, када су наступом успели засенити и осниваче фестивала, групу Џејн'с адикшон.

### (2004—2005)
У јесен 2004. група започиње снимање новог албума које траје све до пролећа 2005. Тада је најављено да ће албум бити пуштен у продају на лето те године. Да би се одужили верним обожаваоцима који нису имали прилике да гледају наступе бенда на Лолапалуза фестивалу, чланови бенда организовали су неколико клупских свирки на којима је промовисан нови албум. На тим свиркама извођене су и песме група у којима су својевремено свирали чланови "Одиослејва", дакле песме групе "Саундгарден" ("Spoonman", "Outshined" и "Black Hole Sun") и "Рејџ агејнст машин" ("Bulls on Parade", "Sleep Now in the Fire" и "Killing in the Name"). Такође су извођене и песме са новог албума, попут "Your Time Has Come", "Be Yourself", "Doesn't Remind Me", "The Worm" и "Man Or Animal". Њихови обожаваоци су били одушевљени том њиховом гестом и могућношћу да виде тако велики бенд како свира по малим клубовима, па су многи концерти били распродани и пре званичне објаве да ће се уопште одржати.
Те године, тачније 31. маја група "Одиослејв" постаје први амерички бенд који је наступио на Куби, свирајући бесплатно пред више од 70.000 гледалаца. Снимак концерта објављен је на DVD-у 11. октобра те године.
Њихов други албум, "Out of Exile", објављен је 24. маја 2005. и одмах је засео на 1. место америчких топ-листа. Ударни сингл била је песма "Be Yourself" за којим су следили синглови "Your Time Has Come" и "Doesn't Remind Me". Критичари су запазили снажнији и сигурнији Корнелов вокал што је објашњено Корнеловим уреднијим животом, односно престанком пушења и конзумирања алкохола.
Група је наступила на Лајв 8 концертима у Берлину (Немачка). У августу те године група најављује своју прву самосталну стадионску турнеју по Америци и Канади. Били су номиновани за награду Греми за 2006. годину у категорији "Најбоља хард рок изведба" са песмом "Doesn't Remind Me".
Песме "Your Time Has Come" и "Man Or Animal" користе се у видео-игри "Флат аут 2" компаније "Empire Interactive".

### Revelationsи расформирање бенда (2006—2007)
Бенд није губио време и одмах је почео са радом на новом албуму "Revelations". За продуцента су узели Брендон О'Брајана који је радио са бендовима попут Рејџ Агенст Машин, Соундгарден, Прл Џем, Стоне Темпл Пајлотс, Инкубус и Брус Спрингстин. Аудиослејв је имао 20 песама написаних и у студио су се вратили јануара 2006, снимање је трајало само 6 недеља. Албум је изашао 5. септембра. Албум има доста утицаја старе школе Р&Б-а и Сол музике. Том Морело је албум описао као прелазницу између Лед зепелина и Јрт, Винд енд фајр. Први сингл са овог албума је "Original Fire" који је изашао 17. јула.
Две песме са новог албума ће се појавити у филму Пороци Мајамија и песма "Revelations" је изашла у игри "Madden NFL '07".
За сада се не зна када ће Аудиослејв почету нову турнеју обзиром да су два члана бенда постали родитељи.

## Соло Пројекти
Крис Корнел је свој први соло албум "Euphoria Morning" издао у периоду између распада Соундгардена и настанка Аудиослејва. Ове године је радио музику за нови филм о Џејмс Бонду и трилер Баг. Корнел је најавио да ће његов други соло албум изаћи 2007  Архивирано на веб-сајту  (8. август 2007)
Гитариста Том Морело наступа под именом "The Nightwatchman" али тек треба да изда први соло албум.
Басиста Тим Комерфорд и бубњар Бред Вилк раде заједно у студију на песмама само са басом и бубњевима. За сада нема речи о изласку албума.

## Дискографија

### Студијски албуми
1. "Audioslave" (19. новембар 2002) Epic
2. "Out of Exile" (24. мај 2005) Epic
3. "Revelations" (5. септембар 2006) Epic

### Уживо и компилације
1. Audioslave (DVD) (2003) Epic
2. Live in Cuba (DVD) (11. октобар 2005) Epic

### Синглови
| Година | Песма                 | Албум          |
| 2002   | "Cochise"             | Audioslave     |
| 2003   | "Like a Stone"        | Audioslave     |
| 2003   | "Show Me How to Live" | Audioslave     |
| 2004   | "I Am The Highway"    | Audioslave     |
| 2004   | "What You Are"        | Audioslave     |
| 2005   | "Be Yourself"         | "Out of Exile" |
| 2005   | "Your Time Has Come"  | "Out of Exile" |
| 2005   | "Doesn't Remind Me"   | "Out of Exile" |
| 2005   | "Out of Exile"        | "Out of Exile" |
| 2006   | "Original Fire"       | "Revelations"  |
| 2006   | "Revelations"         | "Revelations"  |

### Видео Спотови
- Cochise - 2002
- Like a Stone - 2003
- Show Me How To Live - 2003
- Be Yourself - 2005
- Your Time Has Come - 2005
- Doesn't Remind Me - 2005
- Original Fire - 2006